# سام كاسل
سام كاسل (بالإنجليزية: Sam Cassell)‏ مواليد 18 نوفمبر 1969 في بالتيمور، هو لاعب كرة سلة أمريكي سابق أصبح مدرباً بدأ مسيرته الاحترافية في سنة 1993 وهو مدرب مساعد في فريق لوس أنجلوس كليبرز في الرابطة الوطنية لكرة السلة. يبلغ طوله 6 قدم 3 بوصة (1.9 م). اعتزل اللعب في 2008.

## روابط خارجية
- سام كاسل على موقع إن بي أي (الإنجليزية)
- سام كاسل على موقع سبورتس رفرنس (الإنجليزية)
- سام كاسل على موقع كرة السلة الأوروبية.كوم (الإنجليزية)
- سام كاسل على موقع إي إس بي إن.كوم (الإنجليزية)
- سام كاسل على موقع كلية كرة السلة في سبورتس رفرنس.كوم (الإنجليزية)
- سام كاسل على موقع ريلجم (الإنجليزية)
- سام كاسل على موقع بروبوليرز (الإنجليزية)
- سام كاسل على موقع سبورتس رفرنس (الإنجليزية)